# Bafia
Bafia ist eine Stadt in Kamerun. Im Jahr 2005 lebten in der Stadt 47.471 Einwohner. Sie ist nach Yaoundé und Mbalmayo die drittgrößte Stadt der Region.

## Beschreibung
Die Stadt befindet sich in 467 m Höhe rund 130 km nördlich von Yaoundé. Sie liegt in der Region Centre, im Departement Mbam-et-Inoubou. Die Bevölkerung sind überwiegend Angehörige der gleichnamigen Ethnie sowie Angehörige der Yambassa. 1968 wurde die Diözese Bafia gegründet. Im Übrigen sind die Anteile der christlichen, der islamischen und der animistischen Bevölkerung in etwa gleich groß. Die Stadt verfügt über einen Flugplatz und liegt an der Straße von Yaoundé nach Bafoussam. Trotz der relativen Größe ist Bafia bis heute vor allem landwirtschaftlich geprägt, an Industrieansiedlungen fehlt es.

## Geschichte
Wie entsprechende Funde zeigen, ist die Gegend seit prähistorischer Zeit besiedelt. 1884 kam das Siedlungsgebiet der Bafia mit Kamerun unter deutsche Kolonialherrschaft. Die militärische Unterwerfung und Integration in die deutschen Verwaltungsstrukturen erfolgte erst im März 1911 durch die „Bafia-Expedition“ und die Errichtung des gleichnamigen selbständigen Militärpostens am Don i tison. Seine Aufgabe bestand in erster Linie in der Entwaffnung der Bevölkerung. Im September 1912 wurde er wieder aufgehoben. Der deutsche Militärposten befindet sich mehrere Kilometer südwestlich von der heutigen Stadt Bafia entfernt.
1920 wurde das Gebiet von Bafia französisch. Erst unter französischer Verwaltung entstand die heutige Stadt als Verwaltungszentrum. Seit 1960 ist sie Teil der unabhängigen Republik Kamerun.

## Bevölkerung
Die Bevölkerungsentwicklung der Stadt:
| Jahr          | Einwohner |
| ------------- | --------- |
| 1976 (Zensus) | 19.128    |
| 1987 (Zensus) | 30.594    |
| 2005 (Zensus) | 47.471    |

## Söhne und Töchter der Stadt
- Amina Gerba (* 1961), kanadisch-kamerunische Unternehmerin
- José-Alex Ikeng (* 1988), deutsch-kamerunischer Fußballspieler

## Fotos

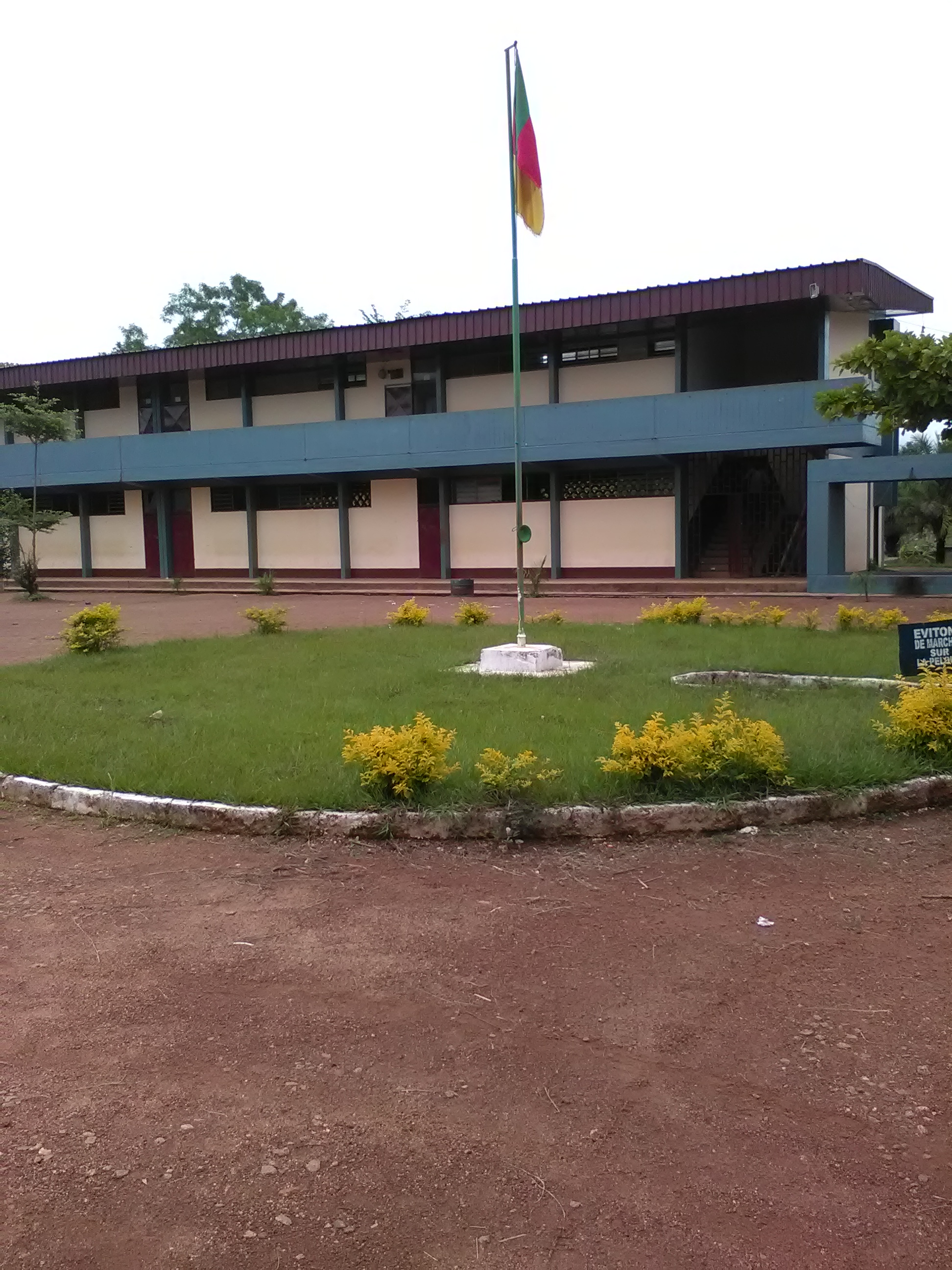
Government High School of Bafia: "Bafia Classic und Modern High School"
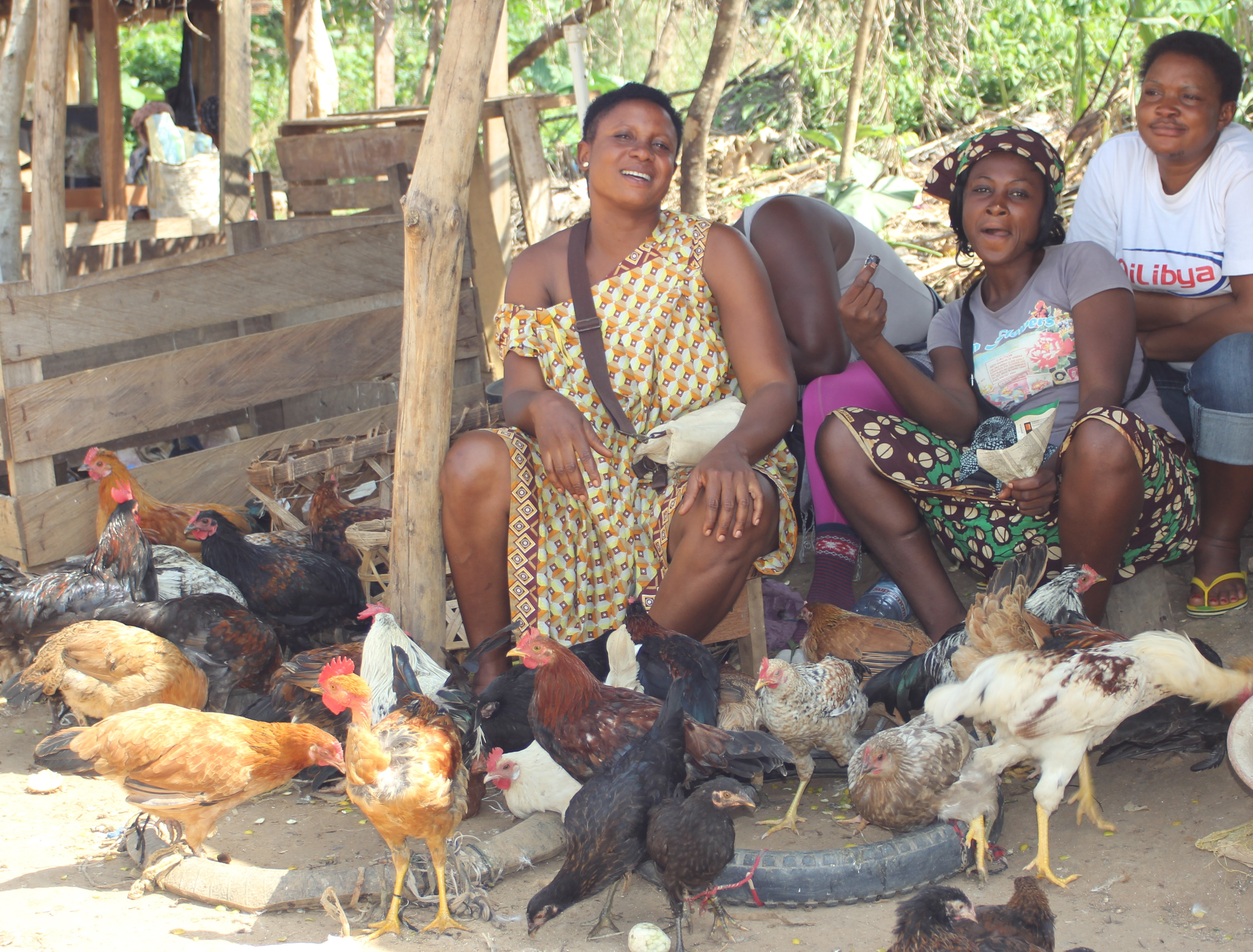
Pfefferverkäuferin
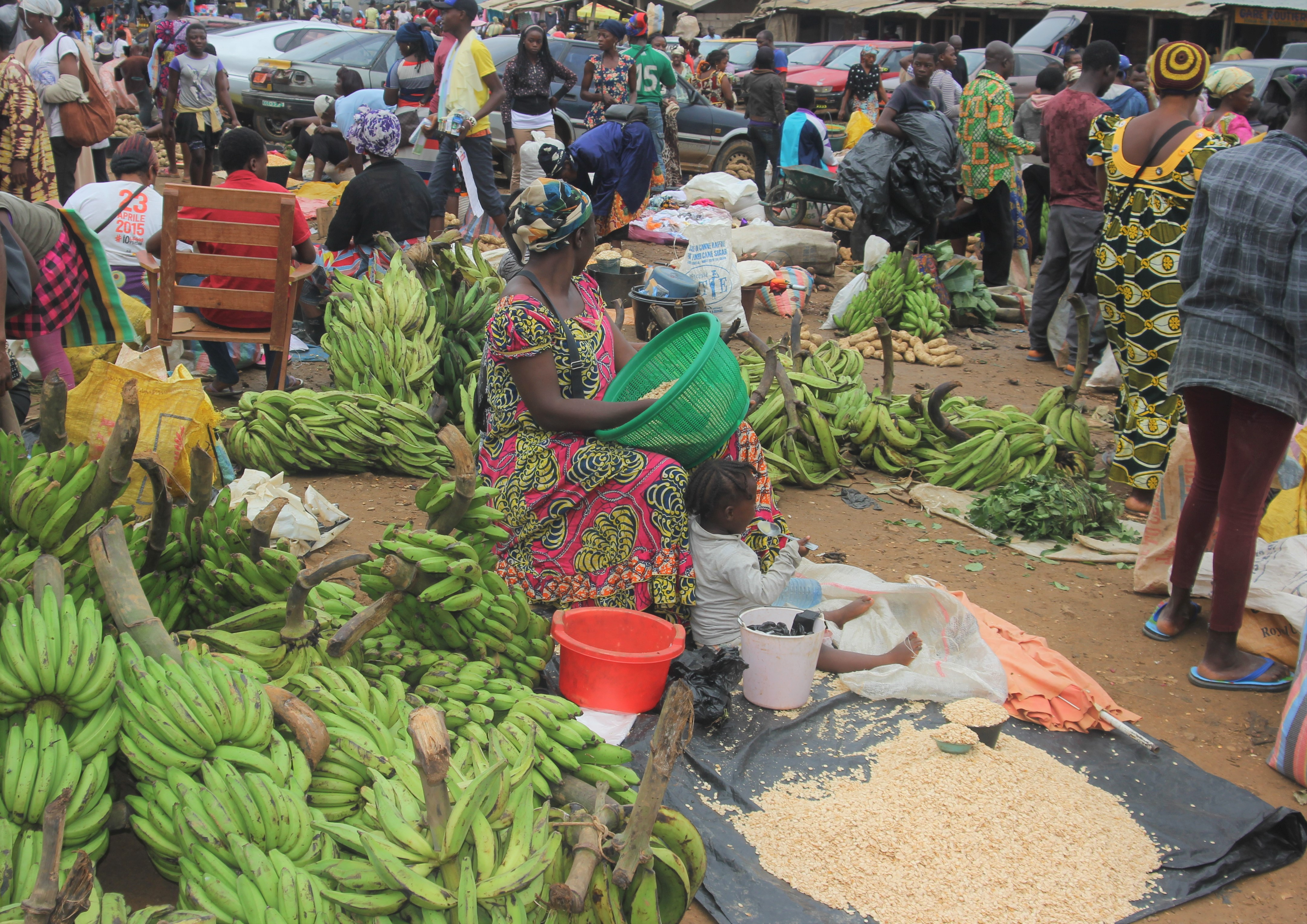
Gemüsemarktszene
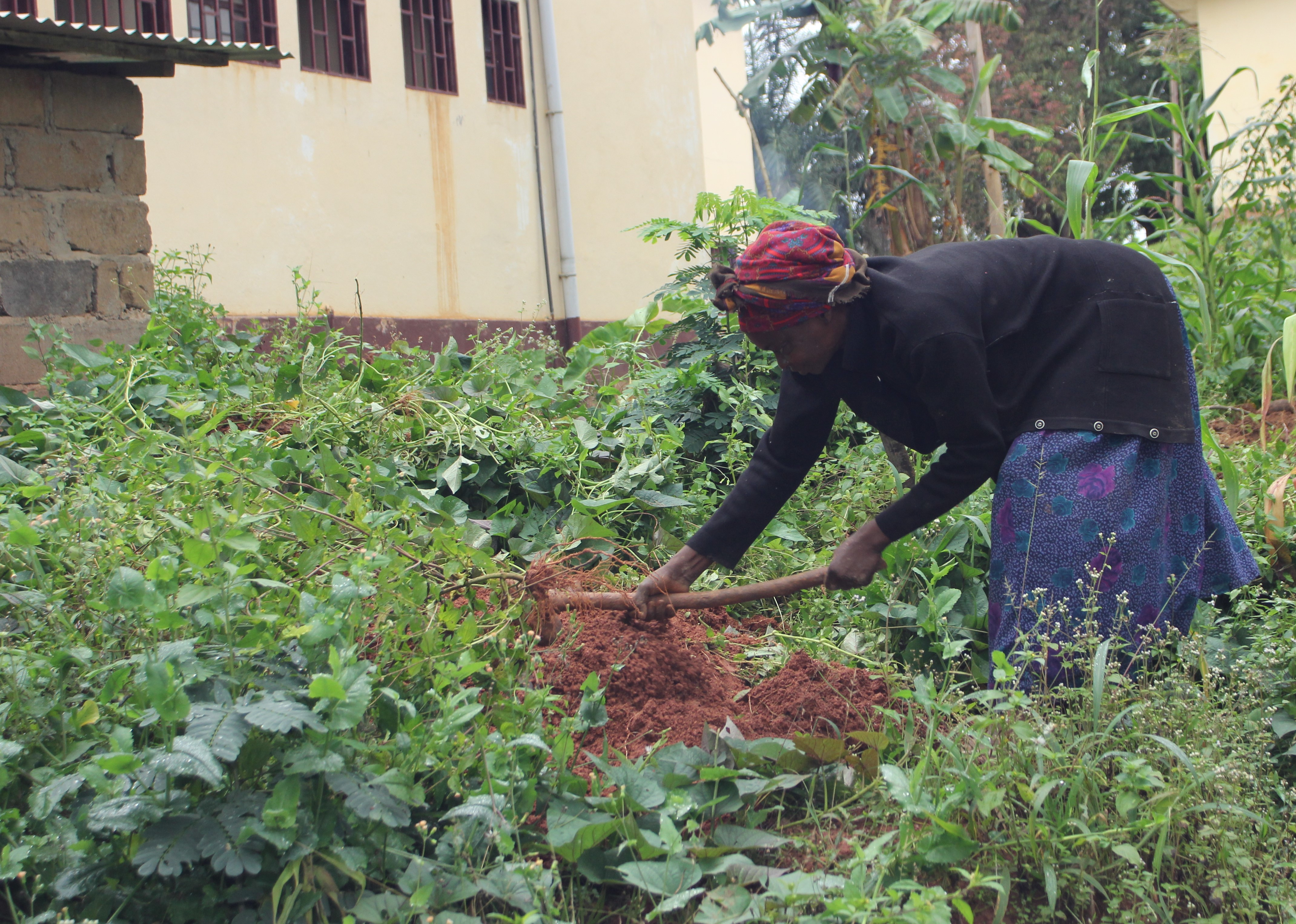
Ernte von Yamswurzeln auf einem örtlichen Bauernhof
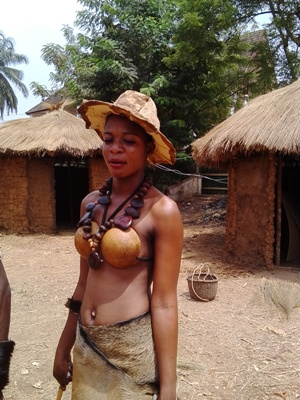
Bafia Tänzerin
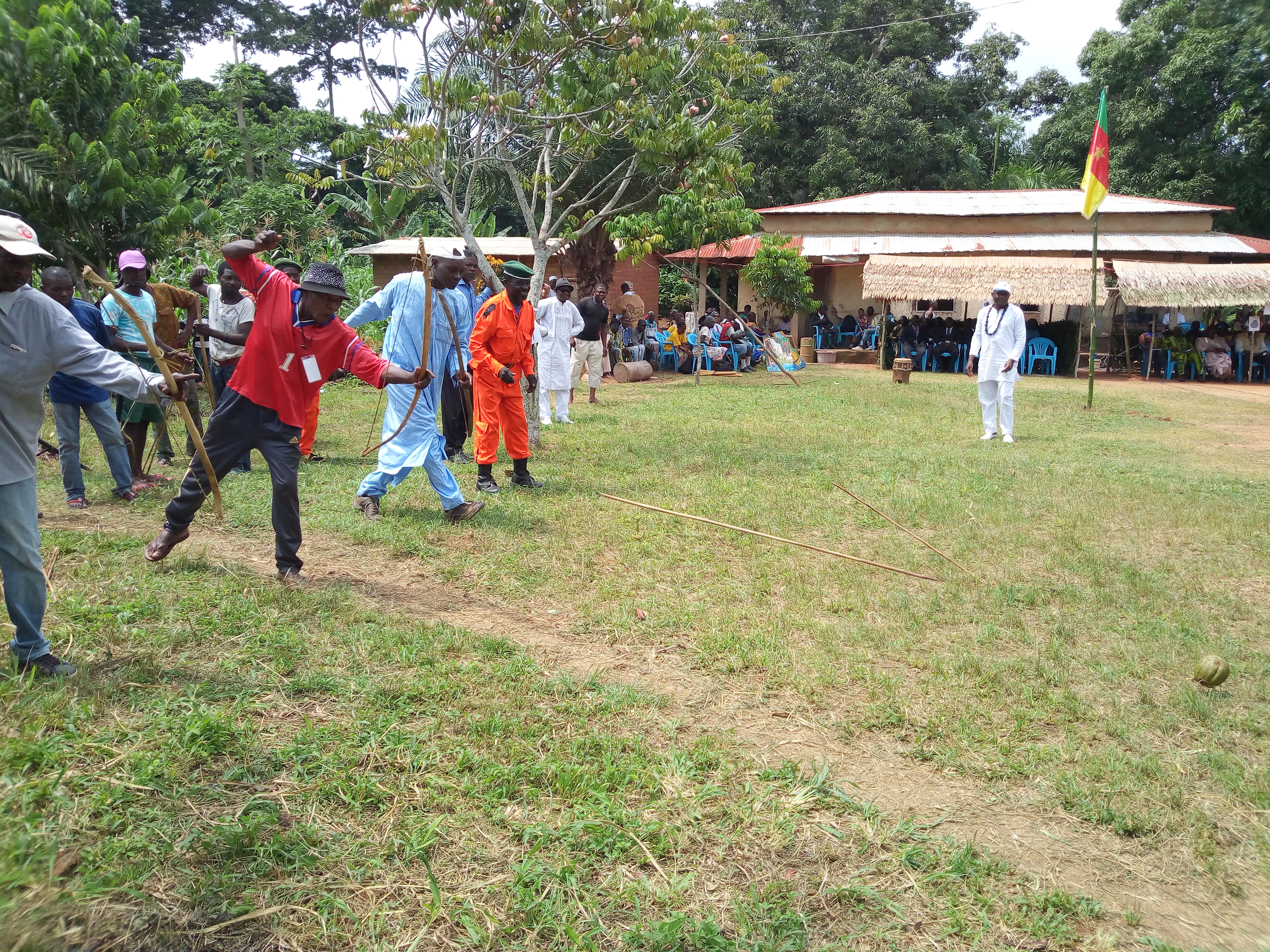
Kákámba
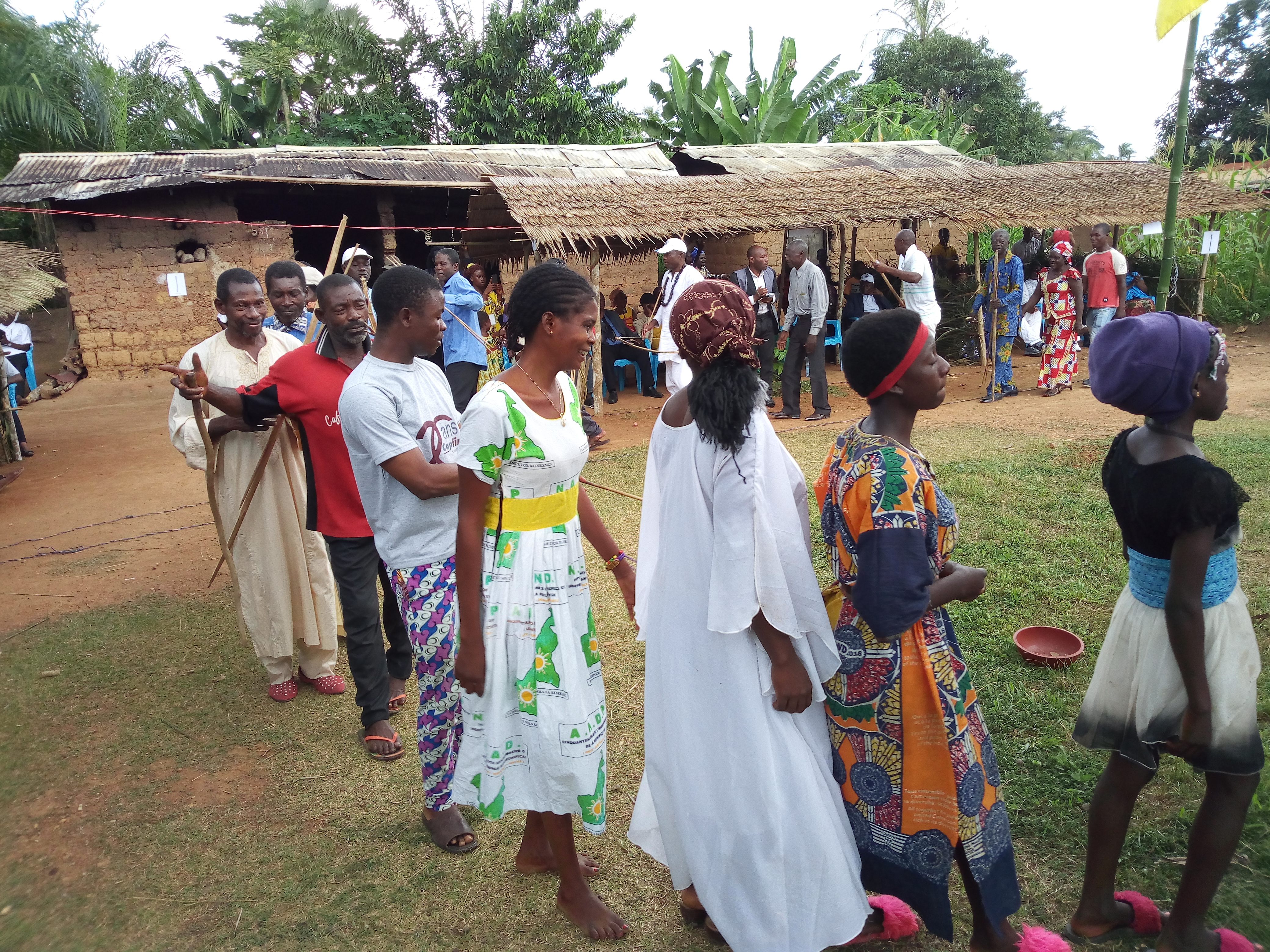
Mankana, Ritual
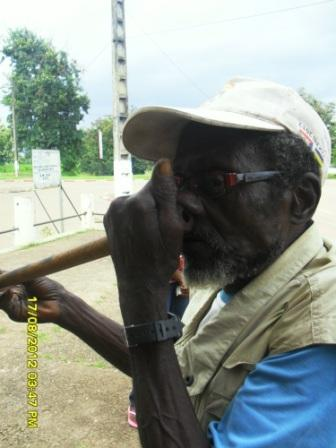
Nasenlochflöte
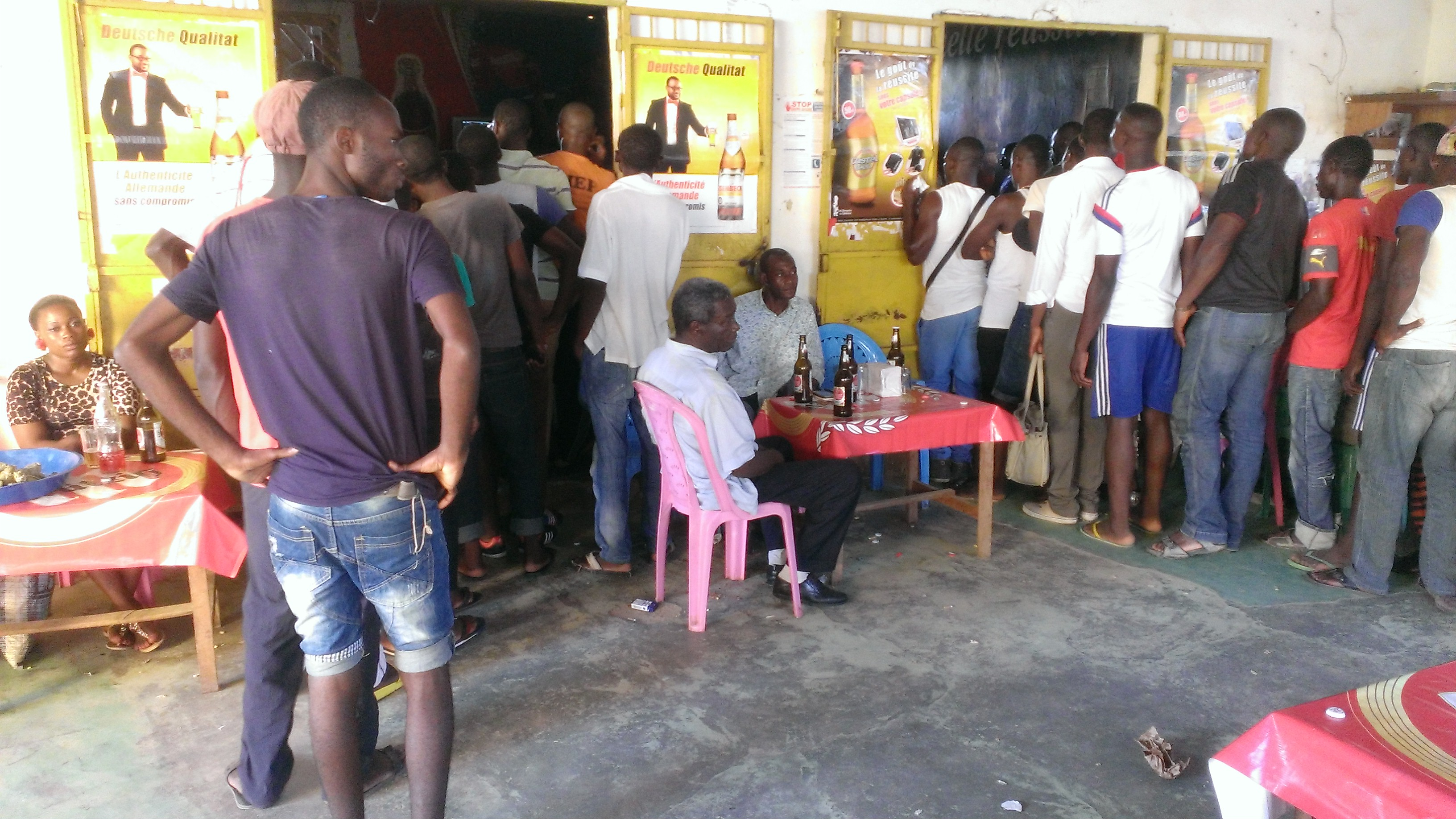
Zuschauer eines Fußballspiels
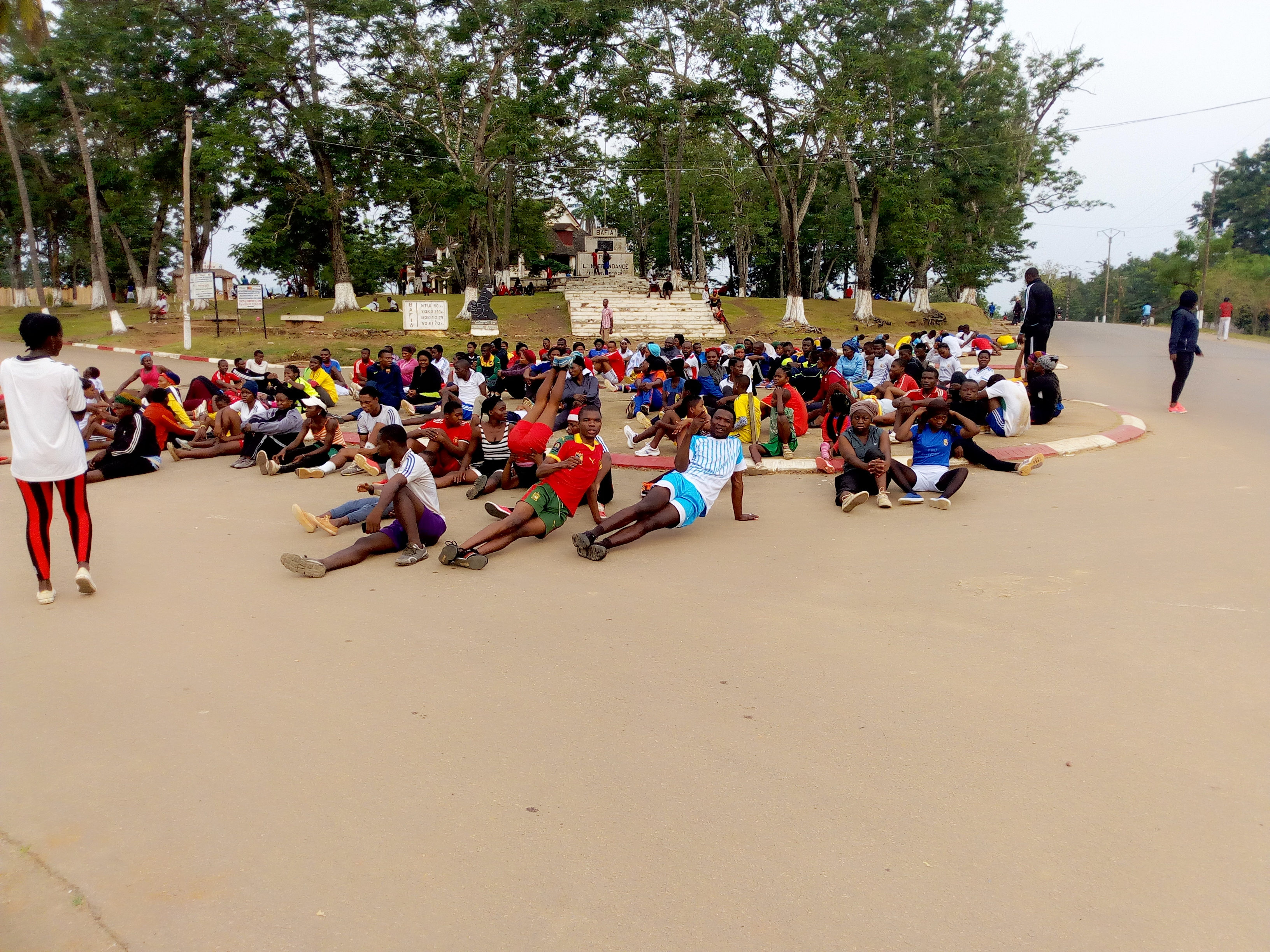
Sport Session für alle
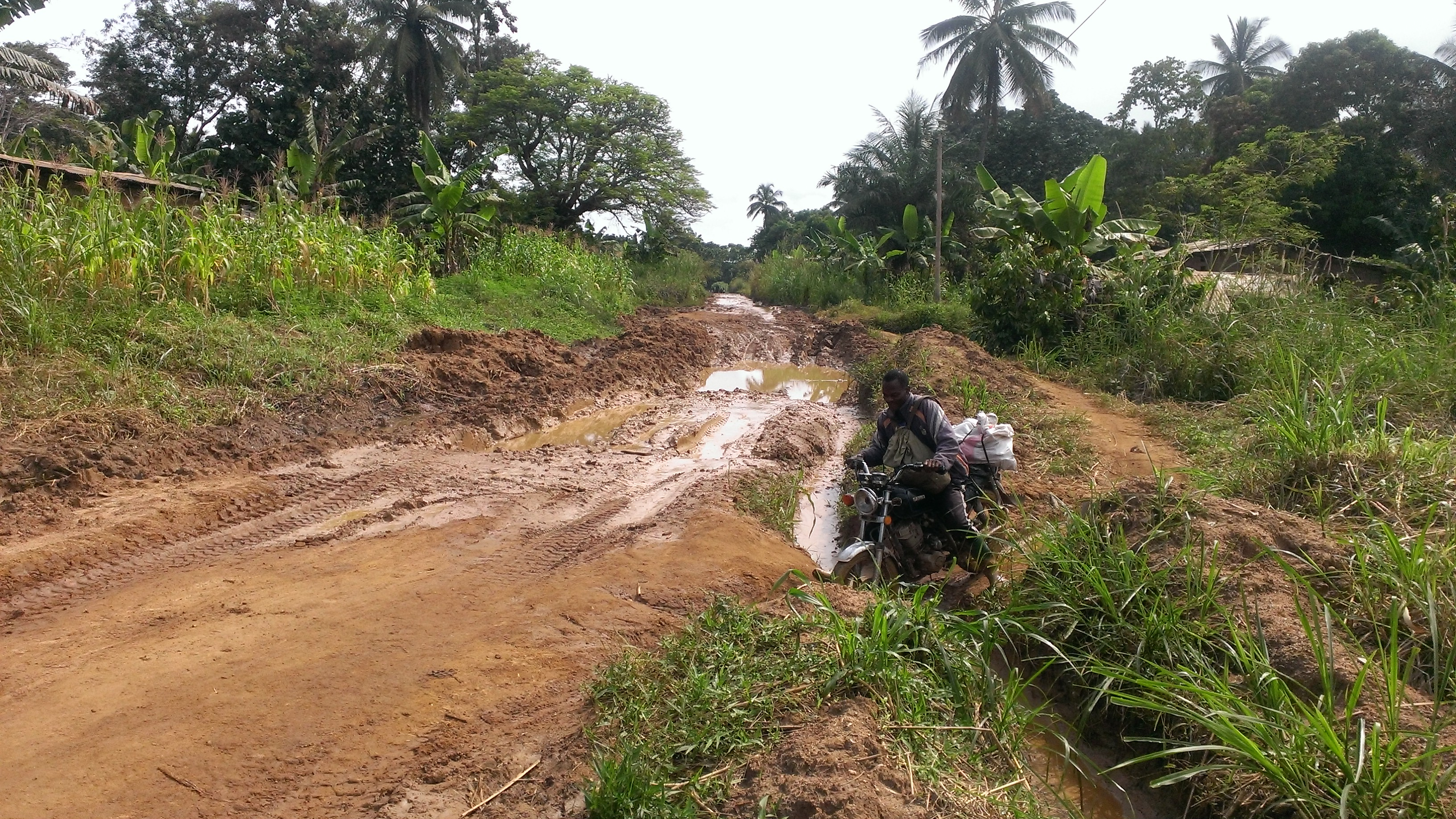
Straße Biatsota-Bafia